# Paul Beumers
Paul Beumers (* 14. August 1865 in Düsseldorf; † 16. August 1950 in Zürich) war ein deutscher Gold- und Silberschmied sowie Emailleur.

## Leben
Beumers wurde als Sohn des Goldschmieds Conrad Anton Beumers von früh auf an die Goldschmiedekunst herangeführt und von diesem darin ausgebildet. Nach dem Gymnasium besuchte er 1881 die Kunstakademie Düsseldorf. Dort war er Schüler von Heinrich Lauenstein. Auch Ludwig Holthausen unterrichtete ihn. Danach begann eine achtjährige Wander- und Lehrzeit in führenden Werkstätten des In- und Auslandes. Von seinem Vater übernahm er spätestens 1900 die Firma C. A. Beumers, Hoflieferant. Einer seiner Schüler war dort Emmy Roth. Zu Beginn des 20. Jahrhunderts gehörte er zu den Restauratoren, die die „Kunsthistorische Ausstellung“ der Industrie- und Gewerbeausstellung Düsseldorf 1902 vorbereiteten, außerdem war er im Kuratorium der Kunstgewerbeschule Düsseldorf tätig. 1927 gab er das Geschäft an der Königsallee 44 auf und war ab 1928 in Zürich ansässig.
Für den Düsseldorfer Mäzen Georg Oeder, den Akademielehrer Adolf Schill und den Jugendstil-Künstler Hugo Leven führte er mehrere kunsthandwerkliche Aufträge aus, bei denen er die technische Beherrschung des Materials unter Beweis stellen und sein Geschick vervollkommnen konnte. In der Kunst des Emaillierens brachte er es zu besonderer Meisterschaft. Dabei gründete er seine Technik auf Studien zu frühen Emailarbeiten und auf praktische Versuche nach mittelalterlichen Rezepten von Theophilus Presbyter.
Aufgrund dieser Kenntnisse erhielt er zahlreiche Aufträge zur Restaurierung mittelalterlicher Kirchenschätze. Daneben fertigte er nach eigenen Entwürfen. Vor allem bei Schmuck trat er mit neuen Formen im Jugendstil in Erscheinung. 1904 errang seine Firma auf der Louisiana Purchase Exposition eine Goldmedaille.

### Aachener Replik der Reichskrone
Als Höhepunkt seines Könnens schuf Beumers ab 1914 die aufwendigste und beste Nachbildung der Reichskrone. Dieses bis März 1915 zur geplanten Hundertjahrfeier der preußischen Rheinprovinz entstandene Werk war eine mit 153.400 Mark kalkulierte Auftragsarbeit für die Stadt Aachen, die durch den Provinziallandtag der Rheinprovinz und Kaiser Wilhelm II. finanziell gefördert wurde.
Der Auftrag zur Herstellung einer Replik war erteilt worden, weil die Ausstellungsmacher im Sinne borussischer Geschichtsschreibung mittels der Reichskrone eine historische Linie von der Herrschaft Karls des Großen über das Heilige Römische Reich zur preußischen Hohenzollernmonarchie ziehen wollten, aber der österreichische Kaiser Franz Joseph I., in dessen Hauptstadt Wien das Original der Krone verwahrt wurde, sie dafür jedoch nicht ausleihen wollte. Beumers, der 1914 mit seinen Arbeiten begann, und der Aachener Goldschmied Bernhard Witte wurden daher mit der Herstellung von Nachbildungen der Reichsinsignien beauftragt. Der Erste Weltkrieg verhinderte die für das Jahr 1915 geplante Jubiläumsstellung. Er führte auch zu einem Materialmangel mit der Folge, dass die Krone und das Reichskreuz vermutlich teilweise aus Perlen- und Edelstein-Imitaten hergestellt werden mussten. Während Beumers seine letzten Stücke im Oktober 1915 ablieferte, zogen sich Wittes Arbeiten noch bis 1920 hin. Mehrmals im Jahr 1918 besichtigten der Kaiser und hochrangige Militärs die Nachbildung der Krone und die bis dahin fertiggestellten Replikate weiterer Reichsinsignien im Aachener Rathaus.
Als man 1925 die Unterwerfung Giselberts von Lothringen (925) als Rheinische Jahrtausendfeier der fränkischen Reichsteilung beging, wurden die Kopien der Reichsinsignien in einer dazu in Köln und Aachen ausgerichteten Ausstellung gezeigt. 1928 verschaffte die Stadt Aachen ihnen in einer Kleinodienkammer einen separaten Ausstellungsort. Dieser wurde im Jahr 1931 von fast 56.000 Menschen besucht. Während der Aachener Heiligtumsfahrt von 1930 wurden annähernd 11.000 Postkarten mit dem Motiv der Reichskleinodien verkauft. 1934 ließ die Stadt Aachen ihre Kleinodienkammer neu ordnen und um weitere Objekte ergänzen.
1933 erklärte der Westdeutsche Beobachter anlässlich der Ausstellung Aachener Land im Kampf 1918–1933 das Bild der Aachener Reichskronenkopie, die er als diejenige Karls des Großen bezeichnete, als Symbol für die „Verbundenheit des nationalsozialistischen Volksstaats mit der uralten Reichsidee“. 1934 waren die Aachener Reichskleinodien nach Berlin für die Ausstellung Deutsches Volk – Deutsche Arbeit ausgeliehen. Dort soll Adolf Hitler sie am 3. Juni 1934 „mit besonderem Interesse“ betrachtet haben. Zum Nürnberger Reichsparteitag der NSDAP, der vom 5. bis 10. September 1934 stattfand, waren die Aachener Replikate ebenfalls gefragt. In Vitrinen wurden sie so in der Rednertribüne inszeniert, dass Hitler als „Erbe tausend-jährigen groß-deutschen Herrschertums“ erschien. Während Hitler 1938 die originalen Reichsinsignien von Wien nach Nürnberg in die Katharinenkirche schaffen, dort ausstellen und später im Historischen Kunstbunker unter der Nürnberger Burg deponieren ließ, kamen die Aachener Replikate weiterhin in publikumswirksamen Schaustellungen zum Einsatz, so 1938 auf dem Umzug zum Tag der Deutschen Kunst in München und 1940 im Deutschen Museum München in der Ausstellung Deutsche Größe, die bis 1942 mit Stationen in Prag, Magdeburg, Breslau, Brüssel und Straßburg auf Tournee ging. Auch der Filmer Veit Harlan durfte sich ihrer für einen NS-Durchhaltefilm bedienen. Wegen des zunehmenden Luftkriegs wurden die Aachener Kopien zwischen diesen Präsentationen aus Sicherheitsgründen in Schloss Bückeburg und auf der Albrechtsburg verwahrt, ab 1944 im Hainer Stollen bei Siegen.

Ivan Babcock von der 165th Signal Photo Company der US Army posiert mit Beumers’ Replik der Reichskrone, 3. April 1945

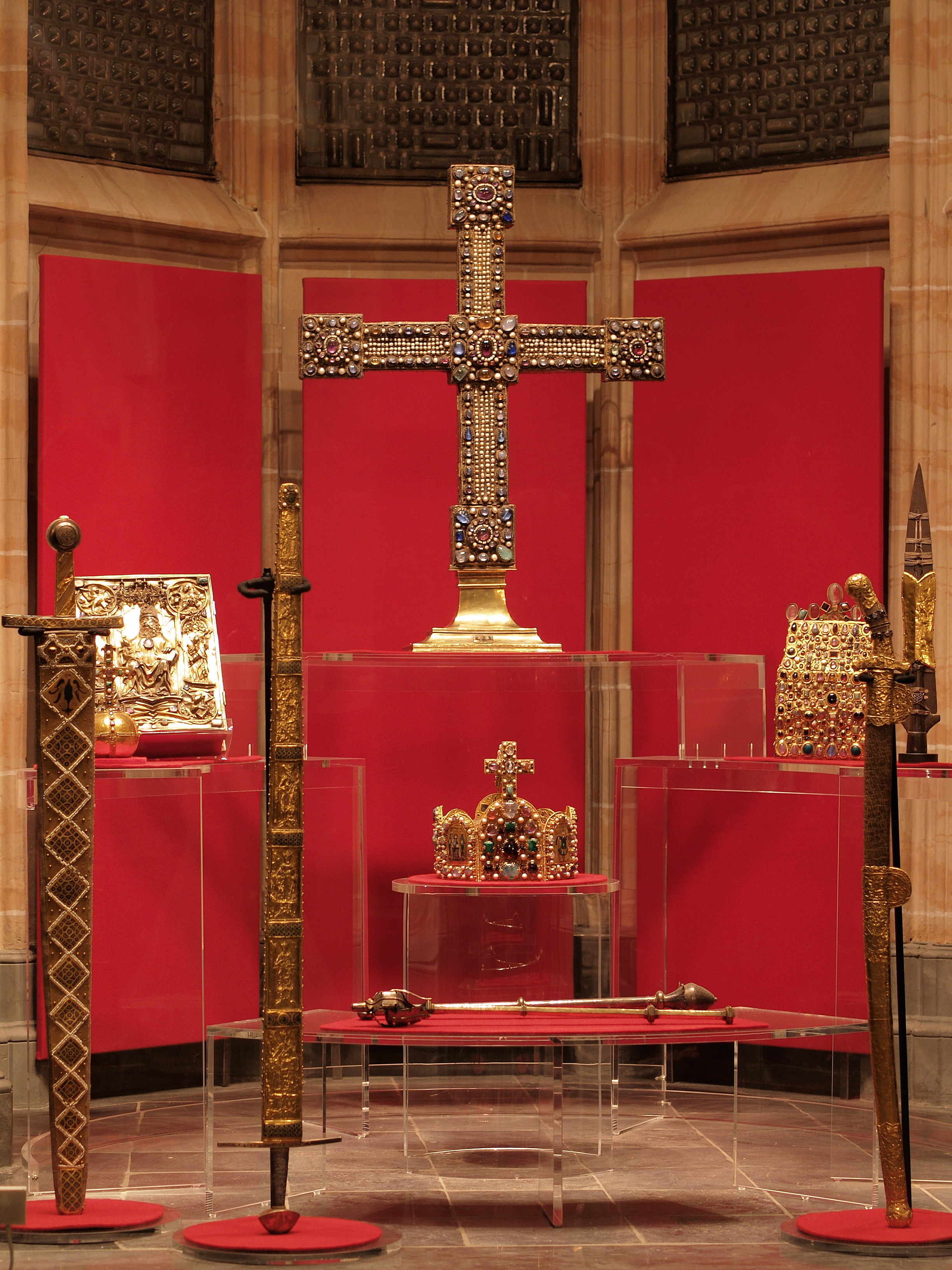
Ausstellung der Nachbildungen einiger Reichsinsignien im Aachener Rathaus, darunter auch Beumers’ Replika der Reichskrone, 2009

Im Frühjahr 1945 stieß dort ein von Kunstschutzoffizieren geleiteter Trupp der US Army, sogenannte „Monuments Men“ (Monuments, Fine Arts, and Archives Section), auf eine Lagerstätte von Kulturgütern, darunter die Aachener Repliken der Reichsinsignien. Einige der Männer setzten sich Beumers’ Kopie der Reichskrone von 1915 im Glauben aufs Haupt, es handele sich um die echte. Nach dem Zweiten Weltkrieg waren die Aachener Replik der Reichskrone und die Nachbildungen der anderen Reichskleinodien auf etlichen Ausstellungen zu sehen, so 1956 auf der Ausstellung Werdendes Abendland an Rhein und Ruhr in der Villa Hügel. Wenn sie nicht ausgeliehen sind, werden sie heute im Aachener Rathaus ausgestellt.

## Werk (Auswahl)
- Silbergerät (Weinbowle) zum 50-jährigen Jubiläum des Künstlervereins Malkasten (Geschenk der Stadt Düsseldorf nach Vorgaben von Georg Oeder und Alfred von Brühl, der den heraldischen Löwen als Knauf entwarf), 1898[12][13]
- Altarkreuz für Kloster Maria Laach (Geschenk Kaiser Wilhelms II., nach Entwurf von Georg Oeder), 1899[14]
- Tafelaufsatz für Heinrich Lueg, 1903
- Tafelprunkstück (nach Entwurf von Adolf Schill, Hochzeitsgabe der Rheinprovinz und der Provinz Westfalen für Kronprinz Wilhelm), 1905–1908, heute verschollen
- Wiederherstellungsarbeiten an altem rheinischem Kirchengerät, unter anderem aus Siegburg, Trier, Hochelten und Xanten (nach Vorgaben und unter Aufsicht des Provinzialkonservators Paul Clemen), vor 1909
- Email- und Goldschmiedearbeiten für das Kunstgewerbemuseum Berlin und das Landesgewerbemuseum Stuttgart, vor 1909
- Arbeiten für die Vorbildersammlung der Fachschule Iserlohn und der RWTH Aachen, vor 1909
- Replik der Reichskrone (Auftragsarbeit für die Rheinprovinz und Wilhelm II., zusammen mit Bernhard Witte, der bis 1920 weitere Repliken der in Aachen verwendeten Reichskleinodien anfertigte), 1914/1915
- Amtskette des Oberbürgermeisters von Düsseldorf, 1926
- Restaurierung des Suitbertusschreins in Düsseldorf-Kaiserswerth und des Kapitelkreuzes von St. Ludgerus in Essen-Werden